# Универзитет у Падови
Универзитет у Падови (итал. Università degli Studi di Padova, UNIPD, лат. Universitas Studii Paduani) је један од најчувенијих универзитета Италије. Налази се у Падови, граду на североистоку земље. Основан је 1222, по чему је седми најстарији универзитет на свету и други најстарији у Италији (после Болоње).
У почетку, универзитет је подучавао право и теологију, али је убрзо почео наставу медицине, филозофије, астрономије и реторике. Од 1399, поделио се на два универзитета:
- Universitas Iuristarum за студије цивилног права, црквеног права и теологије
- Universitas Artistarum за студије медицине, филозофије, реторике и астрономије.

Универзитет је поново уједињен 1813.
Године 2008. имао је око 61.000 студената и 2.400 наставника.

## Факултети
- пољопривреда
- фармација
- правне науке
- уметност и друштвене науке
- медицина
- ветеринарска медицина
- психологија
- педагогија
- математика, физика и природне науке
- политичке науке
- статистика
- инжињерство
- економске науке

### Познати студенти
- Леон Батиста Алберти
- Томазо Кампанела
- Алесандро Пиколомини
- Никола Коперник
- Уго Фосколо
- Франческо Гвичардини
- Вилијам Харви
- Јан Кохановски
- Франко дела Ровере (постао папа под именом Сикст IV)
- Торквато Тасо

### Познати професори
- Андреа Везалио (1514-1564)
- Габријеле Фалопио (1523-1562)
- Галилео Галилеј (1592-1610)